# Quinta declinazione latina
La quinta declinazione latina contiene pochissimi nomi con il tema in -ē. La sua origine non è chiara. I nomi di quinta declinazione sono tutti femminili tranne il maschile dies ("giorno", ma solo in alcuni significati). Non sono presenti nomi neutri.

## Declinazione dei sostantivi
Sostantivi esemplari di quinta declinazione possono essere res, rei, f., "la cosa" e dies, diei, m., "il giorno", che sono gli unici due sostantivi della quinta declinazione di cui sono attestate tutte le forme dei vari casi.
| Casi       | Singolare | Plurale |
| ---------- | --------- | ------- |
| Nominativo | rēs       | rēs     |
| Genitivo   | rĕī       | rērŭm   |
| Dativo     | rĕī       | rēbŭs   |
| Accusativo | rĕm       | rēs     |
| Vocativo   | rēs       | rēs     |
| Ablativo   | rē        | rēbŭs   |

| Casi       | Singolare | Plurale |
| ---------- | --------- | ------- |
| Nominativo | diēs      | diēs    |
| Genitivo   | diēī      | diērŭm  |
| Dativo     | diēī      | diēbŭs  |
| Accusativo | diĕm      | diēs    |
| Vocativo   | diēs      | diēs    |
| Ablativo   | diē       | diēbŭs  |

Nella terminazione "eī" del genitivo e dativo singolare la "e" è breve quando preceduta da consonante (es. fidēs, fidĕī), lunga quando preceduta da vocale (es. diēs, diēī). Perciò occorre porre attenzione nella flessione dei sostantivi trisillabici.

## Particolarità

### Particolarità del genere
Il sostantivo dies, diei può avere genere sia maschile che femminile (come giorno/giornata in italiano); in particolare, è femminile quando indica:
1. Un giorno prestabilito, fissato (illa dies, quel giorno).
2. Data di una lettera (dies adscripta, il giorno datato).
3. Periodo di tempo, quando viene usato nel senso generico.

### Particolarità del numero e delle terminazioni
Alcuni sostantivi femminili come facies, -ei, "la faccia"; effigies, -ei, "l'effigie"; species, -ei, "l'aspetto"; spes, -ei, "la speranza"; acies, -ei, "la schiera" al plurale hanno solo i casi diretti (nominativo, accusativo, vocativo). Tutti gli altri nomi della quinta declinazione sono singularia tantum.
Altri nomi della quinta declinazione, che terminano in -ies al nominativo singolare, possono anche presentare forme in -ia appartenenti alla prima declinazione. Tra questi ci sono luxuries e luxuria, "la lussuria"; pigrities e pigritia, "la pigrizia"; mollities e mollitia, "la mollezza"; barbaries e barbaria, "la barbarie"; materies e materia, "la materia"; planities e planitia, "la pianura". Nel genitivo e nel dativo singolare si utilizzano le uscite della prima declinazione, in -ae.

Altre volte ci può essere un'oscillazione fra quinta e terza declinazione, come nel sostantivo plebs, plebis o plebes, plebei.

### Acieseres
Il nome res, come detto in precedenza, esprime un senso generico di "cosa"; il suo significato, quando è accompagnato da particolari aggettivi o participi, è più specifico:
1. res divina
2. res familiaris
3. res frumentaria
4. res militaris
5. res publica
6. res Romana
7. res rustica

"il sacrificio";

"i beni famigliari";

"l'approvvigionamento (di grano)";

"la strategia";

"lo Stato" (in epoca classica, anche "la repubblica");

"lo Stato romano"

"l'agricoltura";

Declinato al plurale con aggettivi o participi dà vita ad alcuni pluralia tantum:
1. res adversae
2. res futurae
3. res gestae
4. res nauticae
5. res novae
6. res prosperae
7. res secundae

"gli insuccessi", "le situazioni sfavorevoli";

"il futuro";

"le gesta", "le imprese";

"la marina", "l'arte navale";

"la rivoluzione", "il sovvertimento politico";

"la prosperità";

"i successi", "le situazioni favorevoli".
Inoltre notevoli sono le locuzioni rerum natura, "la natura", "il mondo", e rerum scriptor, "lo storico".
Anche il nome acies ha vari significati: "schiera", "schieramento", "esercito schierato", "campo di battaglia"... Acies può trovarsi singolarmente, o seguito (o preceduto) dalle seguenti locuzioni:
1. acie dimicare
2. acie excedere
3. aciem instruere
4. novissima acies
5. prima acies

"combattere in campo aperto"; 

"lasciare il campo di battaglia"; 

"schierare l'esercito in ordine di battaglia"; 

"la retroguardia"; 

"l'avanguardia". 